# BAFTA (премия, 2007)
60-я церемония вручения наград премии BAFTA

11 февраля 2007
Лучший фильм: 

Королева 

 The Queen
Лучший британский фильм: 

Последний король Шотландии 

The Last King Of Scotland
Лучший неанглоязычный фильм: 

Лабиринт Фавна 

El laberinto del fauno
< 59-я Церемонии вручения 61-я >
60-я церемония вручения наград премии BAFTA, учреждённой Британской академией кино и телевизионных искусств, за заслуги в области кинематографа за 2006 год состоялась в Лондоне 11 февраля 2007 года.

## Полный список победителей и номинантов
| Победители выделены отдельным цветом. |

### Основные категории
| Категории                                | Победитель и номинанты                                                                                                   |
| ---------------------------------------- | --- |
| Лучший фильм                             | • «Королева» — Энди Харрис, Кристин Ланган, Трэйси Сивард                                                                |
| Лучший фильм                             | • «Отступники» — Брэд Питт, Брэд Грей, Грэм Кинг                                                                         |
| Лучший фильм                             | • «Вавилон» — Алехандро Гонсалес Иньярриту, Джон Килик, Стив Голин                                                       |
| Лучший фильм                             | • «Маленькая мисс Счастье» — Альберт Бергер, Дэвид Т. Френдли, Рон Йеркса                                                |
| Лучший фильм                             | • «Последний король Шотландии» — Андреа Колдервуд, Лиза Брайер, Чарльз Стил                                              |
| Лучший британский фильм                  | • «Последний король Шотландии» — Андреа Колдервуд, Лиза Брайер, Чарльз Стил, Кевин Макдоналд, Питер Морган, Джереми Брок |
| Лучший британский фильм                  | • «Потерянный рейс» — Тим Беван, Ллойд Левин, Пол Гринграсс                                                              |
| Лучший британский фильм                  | • «Королева» — Энди Харрис, Кристин Ланган, Трэйси Сивард, Стивен Фрирз, Питер Морган                                    |
| Лучший британский фильм                  | • «Скандальный дневник» — Скотт Рудин, Роберт Фокс, Ричард Эйр, Патрик Марбер                                            |
| Лучший британский фильм                  | • «Казино „Рояль“» — Майкл Г. Уилсон, Барбара Брокколи, Мартин Кэмпбелл, Нил Пёрвис, Роберт Уэйд, Пол Хаггис             |
| Лучший неанглоязычный фильм              | • «Лабиринт Фавна» (режиссёр — Гильермо дель Торо; Мексика, Испания)                                                     |
| Лучший неанглоязычный фильм              | • «Апокалипсис» (режиссёр — Мел Гибсон; США)                                                                             |
| Лучший неанглоязычный фильм              | • «Чёрная книга» (режиссёр — Пол Верховен; Нидерланды)                                                                   |
| Лучший неанглоязычный фильм              | • «Возвращение» (режиссёр — Педро Альмодовар; Испания)                                                                   |
| Лучший неанглоязычный фильм              | • «Цвет шафрана» (режиссёр — Ракеш Омпракаш Мехра; Индия)                                                                |
| Лучшая режиссёрская работа               | • Пол Гринграсс — «Потерянный рейс»                                                                                      |
| Лучшая режиссёрская работа               | • Стивен Фрирз — «Королева»                                                                                              |
| Лучшая режиссёрская работа               | • Мартин Скорсезе — «Отступники»                                                                                         |
| Лучшая режиссёрская работа               | • Алехандро Гонсалес Иньярриту — «Вавилон»                                                                               |
| Лучшая режиссёрская работа               | • Валери Фарис, Джонатан Дэйтон — «Маленькая мисс Счастье»                                                               |
| Лучшая мужская роль                      | • Форест Уитакер — «Последний король Шотландии»                                                                          |
| Лучшая мужская роль                      | • Питер О’Тул — «Венера»                                                                                                 |
| Лучшая мужская роль                      | • Дэниел Крейг — «Казино „Рояль“»                                                                                        |
| Лучшая мужская роль                      | • Леонардо Ди Каприо — «Отступники»                                                                                      |
| Лучшая мужская роль                      | • Ричард Гриффитс — «Любители истории»                                                                                   |
| Лучшая женская роль                      | • Хелен Миррен — «Королева»                                                                                              |
| Лучшая женская роль                      | • Пенелопа Крус — «Возвращение»                                                                                          |
| Лучшая женская роль                      | • Кейт Уинслет — «Как малые дети»                                                                                        |
| Лучшая женская роль                      | • Джуди Денч — «Скандальный дневник»                                                                                     |
| Лучшая женская роль                      | • Мерил Стрип — «Дьявол носит Prada»                                                                                     |
| Лучшая мужская роль второго плана        | • Алан Аркин — «Маленькая мисс Счастье»                                                                                  |
| Лучшая мужская роль второго плана        | • Майкл Шин — «Королева»                                                                                                 |
| Лучшая мужская роль второго плана        | • Лесли Филлипс — «Венера»                                                                                               |
| Лучшая мужская роль второго плана        | • Джек Николсон — «Отступники»                                                                                           |
| Лучшая мужская роль второго плана        | • Джеймс Макэвой — «Последний король Шотландии»                                                                          |
| Лучшая женская роль второго плана        | • Дженнифер Хадсон — «Девушки мечты»                                                                                     |
| Лучшая женская роль второго плана        | • Тони Коллетт — «Маленькая мисс Счастье»                                                                                |
| Лучшая женская роль второго плана        | • Эбигейл Бреслин — «Маленькая мисс Счастье»                                                                             |
| Лучшая женская роль второго плана        | • Фрэнсис де ла Тур — «Любители истории»                                                                                 |
| Лучшая женская роль второго плана        | • Эмили Блант — «Дьявол носит Prada»                                                                                     |
| Лучший анимационный полнометражный фильм | • «Делай ноги» — Джордж Миллер                                                                                           |
| Лучший анимационный полнометражный фильм | • «Тачки» — Джон Лассетер                                                                                                |
| Лучший анимационный полнометражный фильм | • «Смывайся!» — Дэвид Бауэрс, Сэм Фелл                                                                                   |
| Лучший адаптированный сценарий           | • «Последний король Шотландии» — Питер Морган , Джереми Брок                                                             |
| Лучший адаптированный сценарий           | • «Отступники» — Уильям Монахан                                                                                          |
| Лучший адаптированный сценарий           | • «Дьявол носит Prada» — Элин Брош Маккена                                                                               |
| Лучший адаптированный сценарий           | • «Скандальный дневник» — Патрик Марбер                                                                                  |
| Лучший адаптированный сценарий           | • «Казино „Рояль“» — Нил Пёрвис, Роберт Уэйд, Пол Хаггис                                                                 |
| Лучший оригинальный сценарий             | • «Маленькая мисс Счастье» — Майкл Арндт                                                                                 |
| Лучший оригинальный сценарий             | • «Потерянный рейс» — Пол Гринграсс                                                                                      |
| Лучший оригинальный сценарий             | • «Вавилон» — Гильермо Арриага                                                                                           |
| Лучший оригинальный сценарий             | • «Королева» — Питер Морган                                                                                              |
| Лучший оригинальный сценарий             | • «Лабиринт Фавна» — Гильермо дель Торо                                                                                  |

### Другие категории
| Категории                                                                                | Победитель и номинанты                                                                   |
| ---------------------------------------------------------------------------------------- | ---------------------------------------------------------------------------------------- |
| Лучшая музыка к фильму                                                                   | • «Вавилон» — Густаво Сантаолалья                                                        |
| Лучшая музыка к фильму                                                                   | • «Королева» — Александр Деспла                                                          |
| Лучшая музыка к фильму                                                                   | • «Девушки мечты» — Генри Кригер                                                         |
| Лучшая музыка к фильму                                                                   | • «Казино „Рояль“» — Дэвид Арнольд                                                       |
| Лучшая музыка к фильму                                                                   | • «Делай ноги» — Джон Пауэлл                                                             |
| Лучшая операторская работа                                                               | • «Дитя человеческое» — Эммануэль Любецки                                                |
| Лучшая операторская работа                                                               | • «Потерянный рейс» — Барри Экройд                                                       |
| Лучшая операторская работа                                                               | • «Вавилон» — Родриго Прието                                                             |
| Лучшая операторская работа                                                               | • «Казино „Рояль“» — Фил Мейхью                                                          |
| Лучшая операторская работа                                                               | • «Лабиринт Фавна» — Гильермо Наварро                                                    |
| Лучшие визуальные эффекты                                                                | • «Пираты Карибского моря: Сундук мертвеца» — Джон Нолл, Чарльз Гибсон и другие          |
| Лучшие визуальные эффекты                                                                | • «Казино „Рояль“» — Стив Бегг, Крис Корболд и другие                                    |
| Лучшие визуальные эффекты                                                                | • «Лабиринт Фавна» — Дэвид Марти, Эверетт Бёррелл и другие                               |
| Лучшие визуальные эффекты                                                                | • «Дитя человеческое» — Тим Уэббер, Пол Корболд и другие                                 |
| Лучшие визуальные эффекты                                                                | • «Возвращение Супермена» — Марк Стетсон, Ричард Хувер и другие                          |
| Лучший грим                                                                              | • «Лабиринт Фавна» — Хосе Кетглас, Бланка Санчес                                         |
| Лучший грим                                                                              | • «Королева» — Дэниэл Филлипс                                                            |
| Лучший грим                                                                              | • «Мария-Антуанетта» — Жан-Люк Руссье, Дезидерия Корридони                               |
| Лучший грим                                                                              | • «Дьявол носит Prada» — Никки Ледерманн, Энджел де Энджелис                             |
| Лучший грим                                                                              | • «Пираты Карибского моря: Сундук мертвеца» — Мартин Сэмюэл, Ве Нилл                     |
| Лучший дизайн костюмов                                                                   | • «Лабиринт Фавна» — Лала Уэте                                                           |
| Лучший дизайн костюмов                                                                   | • «Королева» — Консолата Бойл                                                            |
| Лучший дизайн костюмов                                                                   | • «Мария-Антуанетта» — Милена Канонеро                                                   |
| Лучший дизайн костюмов                                                                   | • «Дьявол носит Prada» — Патриция Филд                                                   |
| Лучший дизайн костюмов                                                                   | • «Пираты Карибского моря: Сундук мертвеца» — Пенни Роуз                                 |
| Лучшая работа художника-постановщика                                                     | • «Дитя человеческое» — Джим Клэй, Джеффри Кёркленд, Дженнифер Уилльямс                  |
| Лучшая работа художника-постановщика                                                     | • «Лабиринт Фавна» — Эухенио Кабалльеро, Пилар Ревуэлта                                  |
| Лучшая работа художника-постановщика                                                     | • «Мария-Антуанетта» — К. К. Барретт, Вероника Мелери                                    |
| Лучшая работа художника-постановщика                                                     | • «Казино „Рояль“» — Питер Ламонт, Ли Сэндэйлс, Саймон Уэйкфилд                          |
| Лучшая работа художника-постановщика                                                     | • «Пираты Карибского моря: Сундук мертвеца» — Рик Хайнрикс, Шерил Карасик                |
| Лучший монтаж                                                                            | • «Потерянный рейс» — Клэр Дуглас, Кристофер Роуз, Ричард Пирсон                         |
| Лучший монтаж                                                                            | • «Королева» — Лючия Зучетти                                                             |
| Лучший монтаж                                                                            | • «Вавилон» — Стивен Миррион, Дуглас Крайс                                               |
| Лучший монтаж                                                                            | • «Отступники» — Тельма Скунмейкер                                                       |
| Лучший монтаж                                                                            | • «Казино „Рояль“» — Стюарт Бэйрд                                                        |
| Лучший звук                                                                              | • «Казино „Рояль“» — Крис Манро, Эдди Джозеф и другие                                    |
| Лучший звук                                                                              | • «Потерянный рейс» — Крис Манро, Дуглас Купер и другие                                  |
| Лучший звук                                                                              | • «Вавилон» — Хосе Гарсия, Джон Тейлор и другие                                          |
| Лучший звук                                                                              | • «Лабиринт Фавна» — Мартин Эрнандес, Мигель Поло и другие                               |
| Лучший звук                                                                              | • «Пираты Карибского моря: Сундук мертвеца» — Кристофер Бойс, Джордж Уоттерс II и другие |
| Лучший короткометражный фильм                                                            | • Do Not Erase — Асита Амересекере                                                       |
| Лучший короткометражный фильм                                                            | • Cubs — Лиза Уильямс, Том Харпер                                                        |
| Лучший короткометражный фильм                                                            | • Care — Рэйчел Бейли, Трэйси Бэсс, Коринна Фэйт                                         |
| Лучший короткометражный фильм                                                            | • Hikikomori — Карли Даффи, Пол Райт                                                     |
| Лучший короткометражный фильм                                                            | • Kissing, Tickling and Being Bored — Дэвид Смит, Джим Макробертс                        |
| Лучший анимационный короткометражный фильм                                               | • Guy 101 — Иэн Гулдстоун                                                                |
| Лучший анимационный короткометражный фильм                                               | • Peter and the Wolf — Хью Уэлчман, Алан Дьюхёрст, Сьюзи Темплтон                        |
| Лучший анимационный короткометражный фильм                                               | • Dreams and Desires — Family Ties — Лес Миллс, Джоанна Куинн                            |
| Премия им. Карла Формана за лучший дебют британского сценариста, режиссёра или продюсера | • Андреа Арнольд — «Красная дорога» (режиссёр)                                           |
| Премия им. Карла Формана за лучший дебют британского сценариста, режиссёра или продюсера | • Гэри Тарн — «Чёрное солнце» (режиссёр)                                                 |
| Премия им. Карла Формана за лучший дебют британского сценариста, режиссёра или продюсера | • Кристин Ланган — «Последний палач» (продюсер)                                          |
| Премия им. Карла Формана за лучший дебют британского сценариста, режиссёра или продюсера | • Джулиэн Гилби — «Жестокие улицы» (режиссёр)                                            |
| Премия им. Карла Формана за лучший дебют британского сценариста, режиссёра или продюсера | • Пол Эндрю Уильямс — «Из Лондона в Брайтон» (режиссёр)                                  |
| Восходящая звезда                                                                        | • Ева Грин                                                                               |
| Восходящая звезда                                                                        | • Бен Уишо                                                                               |
| Восходящая звезда                                                                        | • Эмили Блант                                                                            |
| Восходящая звезда                                                                        | • Наоми Харрис                                                                           |
| Восходящая звезда                                                                        | • Киллиан Мёрфи                                                                          |
| Michael Balcon Award за вклад в развитие британского кинематографа                       | • Ник Добени — режиссёр, ассистент режиссёра                                             |
| BAFTA Academy Fellowship Award                                                           | • Уилл Райт — разработчик и дизайнер компьютерных игр                                    |
| BAFTA Academy Fellowship Award                                                           | • Ричард Кёртис — кинорежиссёр, сценарист, продюсер, актёр                               |
| BAFTA Academy Fellowship Award                                                           | • Энн В. Коутс — монтажёр                                                                |